# Josh Gates
Joshua Gates, más conocido como Josh Gates (10 de agosto de 1977), es un presentador y productor de televisión estadounidense. Fue el presentador y coproductor ejecutivo de Destination Truth y Stranded en Syfy, y actualmente presenta y coproduce la serie de Discovery Channel Expedition: Unknown y también Legendary Locations. También es conocido como presentador de múltiples especiales en vivo y como investigador invitado en la serie de televisión Ghost Hunters y su spin-off Ghost Hunters International. Produce la serie relacionada Ghost Nation junto con otros programas de televisión paranormales a través de su compañía de producción Ping Pong Productions.

## Vida personal
Gates nació en Manchester-by-the-Sea, Massachusetts y reside en Los Ángeles. Asistió a la Universidad de Tufts en Medford, Massachusetts, donde se especializó en arqueología y teatro.
Gates se casó con su coprotagonista de Destination Truth, Hallie Gnatovich, en 2014. Hasta la actualidad tienen dos hijos.

## Carrera

### Destination Truth
De 2007 a 2012, Gates fue el anfitrión de Destination Truth en Syfy. La serie estrenó su segunda temporada con su mejor transmisión por televisión, con un total de 1,7 millones de espectadores y convirtiendo al programa en la actuación de la segunda temporada mejor calificada por una serie de telerrealidad en Syfy. La serie terminó después de su quinta temporada.
En 2008, Gates viajó a Walt Disney World en Florida para reunirse con Joe Rohde, diseñador ejecutivo de Walt Disney Imagineering. Gates le presentó a Rohde un elenco de la huella del "Yeti" encontrada durante un episodio de Destination Truth. El elenco se exhibe en Expedition Everest, una atracción como una montaña rusa de alta velocidad con temática del Himalaya.
En mayo de 2017, se estuvieron emitiendo episodios de Destination Truth en Travel Channel.

### Ghost Hunters
Gates presentó ocho especiales en vivo para la serie de televisión Ghost Hunters y su spin-off Ghost Hunters International (1 episodio). También actuó como investigador invitado en cuatro episodios. Produce también Ghost Nation con los exmiembros de Ghost Hunters Jason Hawes, Steve Gonsalves y Dave Tango.
En 2007, Gates presentó el especial Ghost Hunters Live Halloween, y en 2008 hizo una aparición especial en el episodio final de mitad de la primera temporada de Ghost Hunters International.
Regresó como presentador de Ghost Hunters Live en 2008, donde dirigió la transmisión en vivo de siete horas desde Ft. Delaware, un campo de prisioneros de guerra civil en la bahía de Delaware. Ambas temporadas obtuvieron altas calificaciones y el programa de 2008 convirtió a Syfy en la cadena de cable número uno en horario de máxima audiencia en la noche de Halloween. Gates también regresó como anfitrión de los especiales Ghost Hunters Live Halloween en 2009, 2010 y 2011.
Gates también presentó el especial número 100 de Ghost Hunters Live desde el escenario de Saturday Night Live en el 30 Rockefeller Center, durante el cual el equipo de TAPS investigó la prisión de Alcatraz.
Gates organizó dos entrevistas de mesa redonda con Ghost Hunters en 2007 ("Revelations") y 2008 ("All Access"). Gates regresó como investigador invitado en un episodio de 2009 en el que se investigó la penitenciaría del condado de Essex, un episodio de 2011 en el que se investigó el Museo de Aviación de Pearl Harbor, un episodio de 2012 en el que se investigó el castillo Hammond y un episodio de 2013 en el que se investigó la Misión San Juan Capistrano.

### Expedition: Unknown
Gates es actualmente el anfitrión y productor ejecutivo de Expedition: Unknown (en España, Expedición al pasado) en Discovery Channel después de haberse mudado de Travel Channel, que se estrenó en enero de 2015 y está en su octava temporada a partir de octubre de 2020.
En 2020, se creó una variante del programa en el hogar para la pandemia de SARS-CoV-2 COVID-19 para completar el final de la temporada y más tiempo de transmisión de la red, llamado Josh Gates Tonight, en el que Gates realiza videoconferencias con invitados sobre viajes y vida.

### Otros
En 2002, Josh Gates fue un concursante de Beg, Borrow & Deal, un reality y programa de juegos en ESPN. 
En 2006, protagonizó Truly Famous, una serie patrocinada por Budweiser.
En mayo de 2012, Josh estuvo en 2 episodios de Fact or Faked: Paranormal Files donde investigó la actividad paranormal.
Gates fue el creador, productor ejecutivo y narrador de Stranded, una serie de televisión de realidad paranormal que se estrenó en el canal SyFy en febrero de 2013. Gates produjo el programa en cooperación con Jason Blum de Blumhouse Productions.
Desde que se mudó a Los Ángeles, Gates ha aparecido en varios anuncios de televisión como Coke y Ozark Trail. Apareció en un comercial nacional de BMW como parte de una campaña lanzada por Publicis New York y BMW USA. Gates también ha aparecido en comerciales de videojuegos de EA Sports y Stanley Tools.
Gates también trabaja como locutor y puede ser escuchado como el narrador del audiolibro de Time Warner de A Brother's Journey, un libro de memorias de Richard Pelzer. La narración de Gates recibió el premio Earphones Award otorgado por la revista Audiofile Magazine, que celebra presentaciones de audio excepcionales que sobresalen en voz y estilo narrativos, caracterizaciones vocales, idoneidad para el formato de audio y mejora del texto.
En febrero de 2020, Gates estrenó un nuevo programa Expedition X donde la investigadora paranormal Jessica Chobot y el científico Phil Torres investigan informes paranormales y otros fenómenos misteriosos.
En abril de 2020, Gates estrenó un nuevo programa de entrevistas, Josh Gates Tonight, en el que entrevista por videoconferencia a personas de todo el mundo, incluidas las que aparecieron anteriormente en Expedition: Unknown y figuras de viajes y aventuras. El nuevo programa fue creado para llenar el tiempo de transmisión debido a la interrupción de las producciones causada por la pandemia de COVID-19, y pudo filmarse mientras estaba aislado durante el encierro y las restricciones de viaje.